# Джессіка Вотсон
Дже́ссіка Во́тсон, OAM (англ. Jessica Watson; народилась 18 травня 1993; м. Голд-Кост, Квінсленд, Австралія) — австралійська морячка та мандрівниця. У травні 2010 року неофіційно стала наймолодшою людиною, яка здійснила одиночне навколосвітнє пплавання. 21 січня 2012 року рекорд був побитий іншою яхтсменкою, Лаурою Деккер.

## Підготовка
Мандрівка була запланована по наступному маршруту: Австралія — Нова Зеландія — Фіджі — Кірибаті — Мис Горн — Південна Африка — Австралія. Екватор, згідно з правилами навколосвітніх подорожей, мав бути перетнутим в районі Острова Різдва.
Подорож мала бути без зупинок та без поповнення запасів, згідно з нормами, встановленими Міжнародною морською федерацією.
Джессіка Вотсон намагається побити рекорд її співвітчизниці, Джессі Мартін, яка тримала австралійський рекорд з 1999 року, обійшовши світ у 18 років.
Запланований час мандрівки — 8 місяців, очікувана довжина — 23 000 морських миль, час закінчення — червень 2010.

## Пробне плавання та аварія
Перед тим, як вирушити у свою рекордну мандрівку, Джессіка Вотсон планувала здійснити пробний перехід з Брисбена до Сіднею. 9 вересня 2009, в першу ніч після виходу в море, її яхта зіштовхнулась з 63 000-тонним вантажним судном «Silver Yang», внаслідок чого було втрачено щогли. Мандрівниці вдалось зберегти контроль над судном та повернутися до Саутпорту на моторній тязі.

## Мандрівка

Мапа навколосвітньої подорожі

Джессіка вийшла в море 18 жовтня 2009 року. Пливла на рожевій 12-метровій яхті «Елла пінк леді». За сім місяців подолала 42 550 км. Вона пропливла через Тихий океан, обійшла мис Горн, крайній пункт Південної Америки, пройшла Атлантичний океан, пропливла біля узбережжя Південної Африки і перетнула Індійський океан.
|  | Харчувалася в подорожі я не найкращим чином. Від багатьох продуктів довелося відмовитися. Щось псувалося, щось було ліньки готувати. Зараз через це маю трохи проблеми зі шлунком. Плюсом було те, що прісної води в мене було вдосталь. Запас був настільки великий, що я могла прати у прісній воді |

Її батьки Джулі та Роджер Вотсон зустрічали доньку зі сльозами на очах.
Як спеціальний приз їй вручили абонемент на безплатне навчання керувати машиною. Джессіка хоче навчитися їздити на авто.

## У культурі
Австралійська акторка Тіган Крофт зіграла Вотсон у біографічному фільмі 2023 року «Незламний дух».